# Alexander Gode
Alexander Gode (teljes nevén Alexander Gottfried Friedrich Gode von Aesch) (Bréma, 1906. október 30. – Mount Kisco, New York, 1970. augusztus 10.) német–amerikai nyelvészprofesszor, az interlingva nyelv szerzője.

## Pályafutása
Német apa és svájci anya gyermekeként született. Bécsben és Párizsban végezte egyetemi tanulmányait, majd az Egyesült Államokba költözött, ahol 1927-ben állampolgárságot is kapott. Latint és németet tanított a Chicagói és a Columbia Egyetemen, valamint fordításból élt.
Egyik alapítója volt az International Auxiliary Language Associationnek (IALA), melynek keretében 1936-tól szerkesztették az új nemzetközi segédnyelvet, az interlingvát. Gode elsősorban a nemzetközi szókincsre alapozta nyelvét (olyan szavakra, amelyek a legtöbb európai nyelvben megtalálhatók), melynek szótára, majd nyelvtana 1951-ben jelent meg.
1953-tól, miután az IALA beszüntette a működését, Gode főként orvosi és tudományos műveket fordított interlingvára. Fordításaival számos díjat is nyert, többek között a American Medical Writers' Association Harald Swanberg Distinguished Service Award nevű díját, valamint a Fédération Internationale des Traducteurs díját.
Társalapítója volt az American Translators Associationnek, mely később a díját Goderól nevezte el.
Gode egy kórházban, rákban halt meg 1970-ben, feleségét és két gyermekét hagyva maga után.